# Анда-Кирпічна
Анда-Кирпічна (рос. Анда) — селище в Онезькому районі Архангельської області Російської Федерації.
Населення становить 53 особи. Входить до складу муніципального утворення Порозьке поселення.

## Історія
Від 2004 року входить до складу муніципального утворення Порозьке поселення.

## Населення
| 2002 | 2010 | 2012 |
| ---- | ---- | ---- |
| 45   | ↘37  | ↗53  |